# 208915 Andrewashcraft
208915 Andrewashcraft è un asteroide della fascia principale. Scoperto nel 2002, presenta un'orbita caratterizzata da un semiasse maggiore pari a 2,7352763 UA e da un'eccentricità di 0,1290117, inclinata di 11,85653° rispetto all'eclittica.